# الدوري البرتغالي الدرجة الثانية 1992–93
الدوري البرتغالي الدرجة الثانية 1992–93 هو موسم من الدوري البرتغالي الدرجة الثانية. فاز فيه نادي ليسا ‏.